# Angster (Glas)

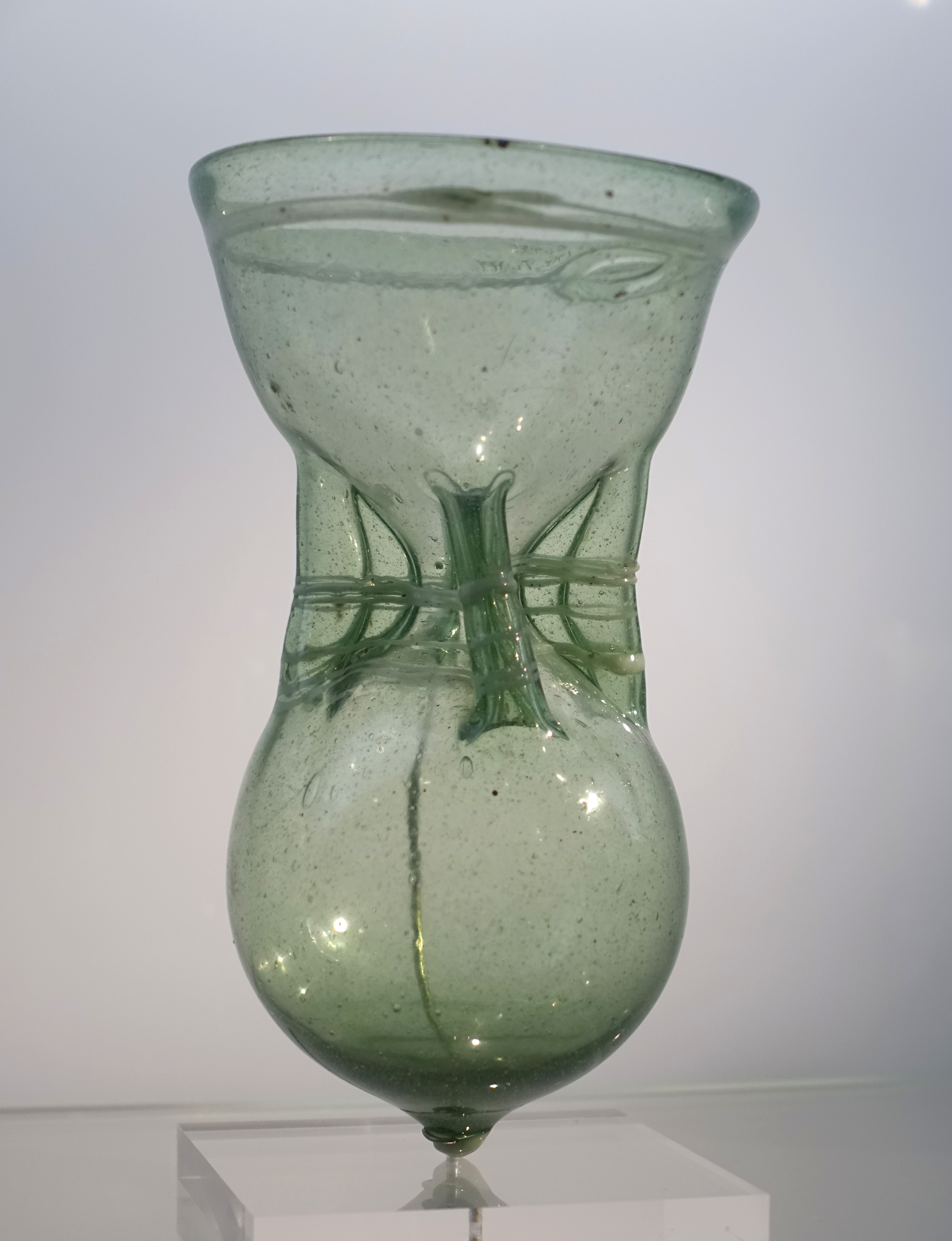
Angster des 6.–7. Jahrhunderts aus dem alamannischen Gräberfeld von Oberflacht. Landesmuseum Württemberg in Stuttgart.

Heigenbrücker Wappen mit Kuttrolf

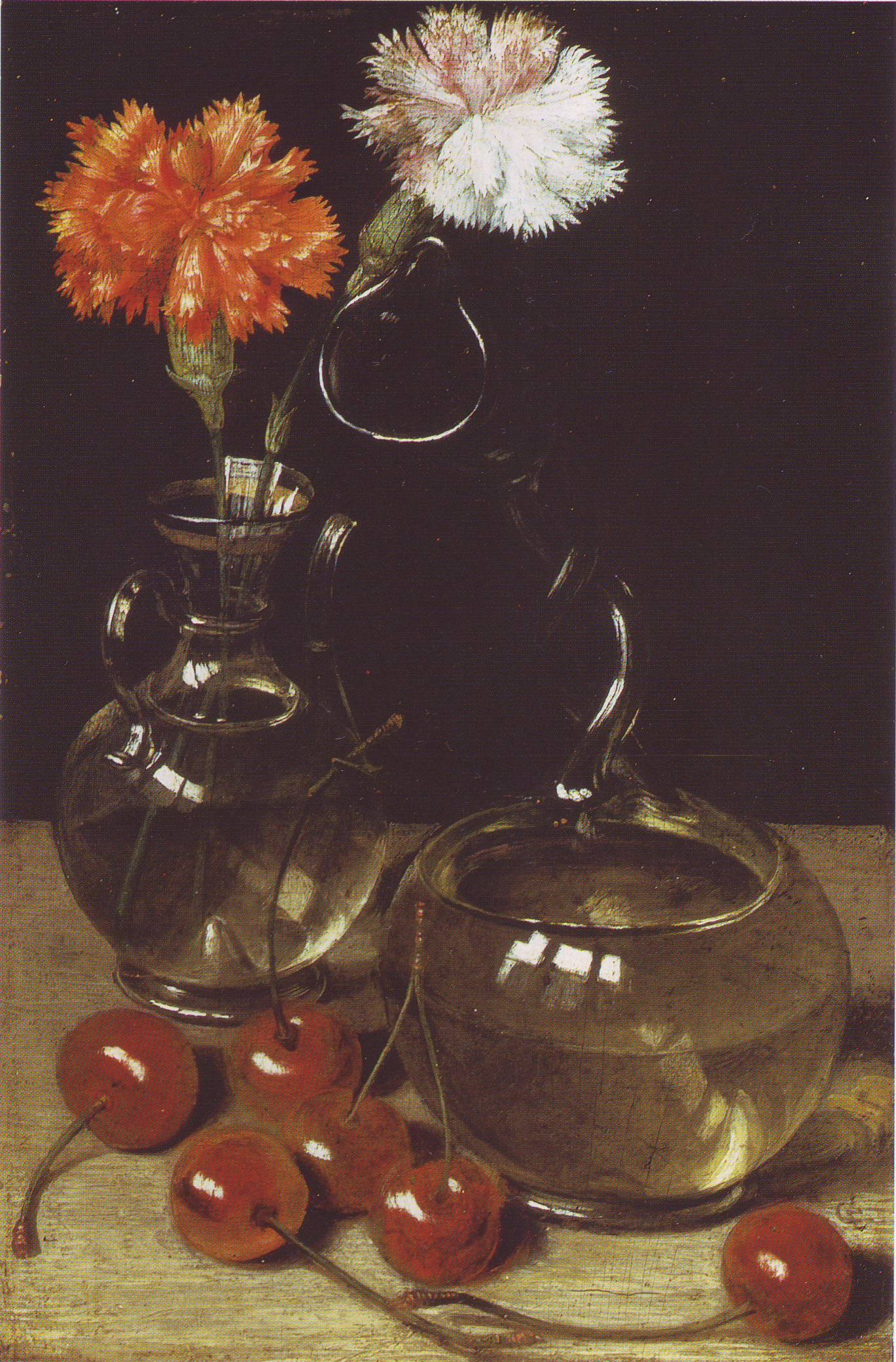
Georg Flegel (1566–1638), Stillleben mit Kuttrolf und Kirschen

Der Angster, auch Kuttrolf, Kutterolf, Gutterolf, Guttrolf oder Gluckerflasche, ist eine mit einer unüblichen Saug-Blas-Technik hergestelltes flaschenförmiges (Trink-)Gefäß mit engem Hals. Seine Besonderheit liegt darin, dass es einen zwiebelförmigen Bauch und einen aus drei bis fünf Röhren bestehenden geraden oder gedrehten Hals besitzt, dazu eine meist schalenartig gebildete Ausgussöffnung. Es gehört zu den Scherz- und Vexiergläsern. Das Trinken aus einem solchen Gefäß ist absichtlich etwas schwierig. Neben der runden kürbisartigen oder zwiebelförmigen Körperform sind auch zylindrische oder mehreckige Formen belegt.
Die Herstellungstechnik gab es schon im Köln des 3. und 4. Jahrhunderts, und mehrröhrige Flaschen sind durchgehend bis ins Mittelalter und weiter bis ins 19. Jahrhundert belegt. Hauptverbreitungsgebiet war vor allem das Mittel- und Oberrheingebiet und auch Norddeutschland. Die erstmalige Erwähnung des Angsters oder Kuttrolfs in Deutschland ist 1220 im Epos Willehalm von Wolfram von Eschenbach als »gutteral« für Wein belegt. Wegen seiner Beliebtheit in deutschen Landen gab es eine für 1406 belegte Beschränkung der Massenproduktion von Angstern im Spessart auf täglich nicht mehr als 200 Stück, wenn der Glaser einen Gehilfen hatte, oder 100 »kutterolf«, wenn er allein arbeitete. Im 14. Jahrhundert fand er ebenso in Frankreich Verwendung und wurde im 16. und 17. Jahrhundert in Venedig hergestellt.
Beim typischen Angster sind die Halsröhren vertikal und 90° tordiert. Wenn man aus einem Angster trinkt bzw. ausgießt, hört man ein lautes Gurgeln und Glucksen.
Eine Abart des Angsters ist die Angster- oder Kuttrolfflasche. Sie ist als Flasche (Vorrats- oder Serviergefäß) mit eingeschliffenem Stöpsel oder Korkverschluss gefertigt und hat im unteren Flaschenkörpersegment eine eingearbeitete allseitige Verengung, die beim Ausgießen ebenfalls Glucksgeräusche erzeugt.
Angster ist etymologisch vom lateinischen angustus „eng, schmal, dünn“ abgeleitet; derselbe Wortstamm steckt auch in Angst und dem Schweizer Münznamen Angster.
Die Bezeichnung Kutt(e)rolf oder Gutterolf enthält das lateinische guttur, -uris „Gurgel“ oder guttus, -i „(Tropf)-Kanne“. Der Kuttrolf ist als Gemeine Figur im Wappen von Heigenbrücken vertreten.